# Варио, Пол
Пол Варио (итал. Paul Vario) (10 июля 1914 – 3 мая 1988) – американский гангстер и один из главарей семьи Луккезе. Варио был капореджиме с собственной бандой в Бруклине. После показаний Генри Хилла Пол Варио был осужден в 1984 году за мошенничество и приговорен к четырем годам тюрьмы, затем в 1985 году был осужден за вымогательство и приговорен к 10 годам тюрьмы. Умер 3 мая 1988 в тюрьме.
Пол Сорвино в фильме Мартина Скорсезе «Славные парни» сыграл в роли Пола Сисеро (итал. Paul Cicero), прообразом которой послужил Пол Варио.

## Юность
Пол Варио родился 10 июля 1914 года в Нью-Йорке и вырос в южном Бруклине в районе Олд Милл (англ. Mill Basin, Brooklyn). В 1925 году, в возрасте 11 лет, Варио был приговорен к семи месяцам заключения для несовершеннолетних за прогулы.
У Варио и его первой жены, Виты, было три сына – Питер, Пол-младший и Леонард. Позже он развелся с Витой и женился на Филлис.
Считается, что у Пола Варио был буйный нрав. Однажды вечером Варио пригласил свою жену, Филлис, на ужин. Когда они сидели за столом, метрдотель случайно вылил вино на платье Филлис, а затем попытался вытереть его грязной тряпкой. Разъяренный Варио дважды ударил метрдотеля. Позже тем же вечером Варио отправил две машины с людьми, вооруженными трубами и бейсбольными битами, чтобы избить официантов после закрытия ресторана.
20 июля 1973 года сын Пола Варио, Леонард Варио, умер от сильных ожогов в медицинском центре Wyckoff Heights в Бруклине. Причина его травм так и не была установлена. На его похоронах два телеоператора и полицейский детектив были избиты скорбящими.

## Первое тюремное заключение
В 1937 году Варио вместе с Энтони Романо (итал. Anthony Romano) были опознаны шестнадцатилетней девочкой из Ховард-Бич, которая заявила, что Варио и Романо совершили над ней сексуальное насилие. Позже оба мужчины были осуждены за изнасилование и приговорены к десяти годам тюрьмы. Варио был дважды досрочно освобождался во время тюремного срока, но был снова отправлен в тюрьму за нарушение условий досрочного освобождения, после чего был снова арестован и обвинен в краже со взломом и торговле украденным имуществом. В конечном счёте Пол Варио был освобожден из тюрьмы в 1962 году.
После освобождения из тюрьмы Варио стал членом семьи Луккезе. Большую часть своего криминального бизнеса он вел из старого немецкого бара Geffken's и свалки в Канарси. Свалка Варио в Канарси была местом, откуда Пол Варио контролировал преступные операции, включавшие угоны, ростовщичество, букмекерство и скупку краденого имущества. Пол Варио быстро получил звание капореджиме за счёт собственной команды. Известно, что подручные Пола Варио участвовали в криминальных сделках в аэропорту имени Джона Кеннеди, вымогая деньги у грузоотправителей и авиакомпаний в обмен на мирное поведение трудовых коллективов.  Среди известных помощников Варио были Томас Десимоне и Генри Хилл.
В последующие годы Варио продолжал расширять свои преступные операции. В 1965 году умер мафиози Джейк Коломбо (итал. Jake Columbo), и Варио быстро взял под контроль его операции.  В конце 1965 года власти Лонг-Айленда арестовали Варио и еще восемь человек и обвинили их в управлении игорным бизнесом.  В феврале 1966 года в федеральном суде Бруклина Варио обвинили в организации нелегальных азартных игр. Несколько месяцев спустя, в июне 1966 года, власти округа Нассау арестовали Варио и еще семнадцать человек и обвинили их в управлении букмекерской конторой.
В целях прикрытия преступной деятельности Варио занимался легальным бизнесом – он был владельцем цветочного магазина, бара, ресторана и стоянкой такси. Одно из его предприятий, Vario's Bargain Auto Parts Inc., было местом, откуда Варио вел незаконный бизнес со своими сообщниками. В период своего расцвета Варио зарабатывал примерно 25 000 долларов в день на своей незаконной деятельности. По словам Генри Хилла, Варио однажды сказал ему, что спрятал в одном сейфе миллион долларов.  В этот период Варио также служил неофициальным консильери босса Луккезе Кармайна Трамунти (итал. Carmine Tramunti).

## Судебные обвинения и тюремные заключения
В 1970 году Варио был обвинен в неуважении к суду и отправлен в исправительное учреждение округа Нассау на Лонг-Айленде на семь месяцев.
В 1971 году семья Гефкенов  продала бар Geffken's другу Пола Варио Питеру Абинанти (итал. Peter Abinanti) за 40 000 долларов.
7 апреля 1972 года правоохранительные органы установили электронное прослушивающее устройство в трейлере Пола Варио на свалке и начали собирать улики против него. Кроме того, в трейлер стал наведываться детектив с прослушивающим устройством. Пол Варио был уверен, что полицейский коррумпирован, и вскоре начал предлагать ему взятки. Вся операция по слежке длилась около шести месяцев.
В октябре 1972 года полиция провела обыск на свалке Пола Варио в Канарси. 1 ноября 1972 года Полу Варио было предъявлено обвинение в подтасовке показаний. Он якобы посоветовал осужденному Фрэнку Хайтману (англ. Frank Heitman) бежать во Флориду, чтобы избежать дачи показаний большому жюри в округе Нассау. Чтобы арестовать Пола Варио, полицейским пришлось 20 минут преследовать его машину по улицам Бруклина, прежде чем он наконец остановился перед ними. 21 ноября 1972 года Полу Варио было предъявлено обвинение в страховом мошенничестве. Пол Варио и несколько соучастников сняли с лодки оборудование, затопили её, а затем предъявили страховой иск на 7 000 долларов. 7 декабря 1972 года Полу Варио было предъявлено обвинение в попытке подкупить офицера в трейлере. Также в декабре 1972 года Пол Варио признал себя виновным в вождении в нетрезвом виде и получил условный срок. Однако в начале 1973 года Пол Варио нарушил испытательный срок и к февралю 1973 года оказался в тюрьме.
9 февраля 1973 года Пол Варио был осужден по обвинению в уклонении от уплаты налогов. 6 апреля 1973 года Пол Варио был приговорен к шести годам федеральной тюрьмы за уклонение от уплаты налогов.
Пол Варио был отправлен в федеральную тюрьму, расположенную в Льюисбурге. Находясь в тюрьме, Пол Варио был частью печально известного «мафиозного ряда» (англ. Mafia row) заключенных.

## Освобождение из тюрьмы
В 1975 году Пол Варио был выпущен из тюрьмы и занял должность младшего босса в семье Луккезе, пока новый босс Энтони Коралло (итал. Anthony Corallo) не заменил Варио на Сальваторе Санторо (итал. Salvatore T. «Tom Mix» Santoro). После условно-досрочного освобождения Пол Варио переехал жить в окрестности Майами.
В 1978 году Варио одобрил участие своей команды в печально известном ограблении Lufthansa. Об идее ограбления Варио рассказали по телефону, когда он находился во Флориде. Пол Варио быстро согласился, но настоял на том, чтобы ход операции контролировал Джимми Бёрк, который в то время находился в тюрьме. В декабре 1978 года банда ограбила немецкую авиакомпанию и по итогам ограбления куш составил примерно 5 миллионов долларов наличными и 875 тысяч долларов драгоценностями.

## Новый приговор и смерть
9 февраля 1984 года Пол Варио был осужден за обман федерального правительства. Будучи свидетелем со стороны правительства, Генри Хилл показал, что Пол Варио организовал для Хилла фиктивную работу в ресторане, чтобы Генри Хилл мог выйти из федеральной тюрьмы.  Пол Варио был осужден и 3 апреля 1984 года приговорен к четырем годам федеральной тюрьмы и штрафу в размере 10 000 долларов.
21 февраля 1985 года, отбывая тюремный срок, Пол Варио был обвинен в заговоре, связанном с вымогательством. Ему и соучастникам было предъявлено обвинение в вымогательстве более 350 000 долларов у компаний, занимающихся грузовыми авиаперевозками в аэропорту Кеннеди, угрожая им проблемами с трудовыми коллективами в случае неуплаты. Снова признанный виновным с помощью показаний Генри Хилла, Пол Варио был приговорен к 10 годам лишения свободы за вымогательство.
Пол Варио умер 3 мая 1988 года в возрасте 73 лет от рака легких, находясь в заключении в федеральной тюрьме Форт-Уэрт (англ. Federal Medical Center, Fort Worth). Похоронен на кладбище Святого Иоанна (англ. St. John Cemetery (Queens)).

## В популярной культуре
В фильме режиссера Мартина Скорсезе «Славные парни» Пол Варио изображен в образе Пола Сисеро, которого сыграл актер Пол Сорвино.
В канадско-американском телефильме 2001 года «Большое ограбление» (англ. The Big Heist) Пола Варио сыграл актер Джино Маррокко (англ. Gino Marrocco).

## Дополнительные материалы
- Николас Пиледжи, Wiseguy: Life In A Mafia Family, Corgi (1987) ISBN 0-552-13094-X
- Рааб Селвин. Пять семей. Взлет, падение и возрождение самых могущественных мафиозных империй Америки (англ. Five Families: The Rise, Decline, and Resurgence of America's Most Powerful Mafia Empires). New York: St. Martin Press, 2005. ISBN 0-312-30094-8